# Ett resande teatersällskap (1933)
Ett resande teatersällskap (engelska: Mickey's Mellerdrammer) är en amerikansk animerad kortfilm med Musse Pigg från 1933.

## Handling
Musse Pigg och hans vänner sätter upp en egen teaterversion av Harriet Beecher Stowes roman Onkel Toms stuga.

## Om filmen
Filmen är den 54:e Musse Pigg-kortfilmen som producerades och den fjärde som lanserades år 1933.
Filmen hade svensk premiär den 12 mars 1934 på biografen London i Stockholm.

## Rollista
- Walt Disney – Musse Pigg
- Marcellite Garner – Mimmi Pigg
- Pinto Colvig – Långben
- Billy Bletcher – Klasse
- Elvia Allman – Klarabella[5]